# Cnidoglanis macrocephalus
Cnidoglanis macrocephalus е вид лъчеперка от семейство Plotosidae.

## Разпространение и местообитание
Този вид е разпространен в Австралия (Виктория, Западна Австралия, Куинсланд, Лорд Хау, Тасмания и Южна Австралия).
Обитава крайбрежията и пясъчните дъна на полусолени водоеми, морета, заливи, рифове и реки в райони с умерен климат. Среща се на дълбочина от 2 до 30 m.

## Описание
На дължина достигат до 91 cm, а теглото им е максимум 2500 g.
Продължителността им на живот е около 13 години. Популацията на вида е намаляваща.